# Marele Duce Mihail Pavlovici al Rusiei
Marele Duce Mihail Pavlovici al Rusiei (rusă Михаи́л Па́влович; Mikhail Pavlovich) (8 februarie 1798 - 9 septembrie 1849) a fost fiul cel mic al Țarului Pavel I al Rusiei și a celei de-a doua soții Sophie Dorothea de Württemberg.

## Primii ani
Marele Duce Mihail s-a născut Sankt Petersburg și a fost fiul cel mic al împăratului Paul I și al soției sale Sophie Marie Dorothea de Württemberg, rebotezată în Rusia ca Maria Fiodorovna. A fost fratele viitorilor țari Alexandru I și Nicolea I și al Marelui Duce Constantin Pavlovici.
Copil, Marele Duce Mihail l-a avut preceptor pe generalul M.I. Lamsdorff, dar în cea mai mare pate a fost educat de mama sa, împărăteasa Maria Fiodorvona. Ea a încercat să-și devieze fiul de la arta războiului predându-i știința însă fără folos..

## Căsătorie și copii
La St. Petersburg la 20 februarie 1824, Mihail s-a căsătorit cu Prințesa Charlotte de Württemberg (1807–1873), fiica Prințului Paul de Württemberg și Charlotte de Saxa-Hildburghausen. Charlotte a luat numele de Elena Pavlovna după convertirea la religia ortodoxă. Au avut cinci copii:
- Marea Ducesă Maria Mihailovna (9 martie 1825 Moscova – 19 noiembrie 1846 Viena); a murit necăsătorită
- Marea Ducesă Elisabeta Mihailovna (26 mai 1826 Moscova – 28 ianuarie 1845 Wiesbaden); s-a căsătorit cu Adolf, Duce de Nassau și a murit la naștere.
- Marea Ducesă Ecaterina Mihailovna (28 august 1827 – 12 mai 1894), s-a căsătorit cu Ducele Georg August de Mecklenburg-Strelitz
- Marea Ducesă Alexandra Mihailovna (28 ianuarie 1831 Moscova – 27 martie 1832 Moscova)
- Marea Ducesă Anna Mihailovna (27 octombrie 1834 Moscova – 22 martie 1836 Sankt Petersburg)

Palatul Mihailovski a fost construit de Carlo Rossi pentru Marele Duce Mihail între 1819–1825. Astăzi, palatul este muzeu.
Stră-stră-strănepotul Marelui Duce Mihail, Ducele Georg Borwin de Mecklenburg este actualul Șef al Casei de Mecklenburg-Strelitz.